# Drymocallis geoides
Drymocallis geoides är en rosväxtart som först beskrevs av M.-bieb., och fick sitt nu gällande namn av J. Soják. Drymocallis geoides ingår i släktet trollsmultronsläktet, och familjen rosväxter. Inga underarter finns listade i Catalogue of Life.